# 渡辺啓
渡辺 啓（わたなべ けい、1976年6月16日 - ）は、日本の脚本家、漫画原作者、声優、元俳優、元お笑いタレント。大阪府出身。LDH JAPAN所属。血液型はAB型。

## 略歴
- 1994年、北原雅樹とお笑いコンビ「グレートチキンパワーズ」を結成して芸能界デビュー。ボケ担当。同年の「第32回ゴールデン・アロー賞芸能新人賞」を受賞。俳優・声優としても活動する。
- 2003年、正体を伏せ応募した作品『カントリーロード』が「日本テレビシナリオ登龍門」を受賞。これを機に、本名の渡辺啓名義で脚本家に転身。
- 2004年、日本テレビのドラマ『優しさ便り』で脚本家デビュー。
- 2005年9月、グレートチキンパワーズの解散を発表。
- 2006年、山田隆道と共に作家ユニット「あおい」を結成し、漫画原作を手掛ける。
- 2010年、俳優の平沼紀久と「Hystaric・D・Band」を結成し、舞台の作・演出を手掛ける。

## 人物
- 大阪府立箕面高等学校、明治大学付属中野高等学校定時制出身。
- 2011年7月7日、結婚[1]。2014年8月23日、第1子となる女児が誕生[1]。2017年10月21日、第2子となる男児が誕生[2]。

## 作品

### テレビドラマ
- 優しさ便り（2004年、日本テレビ）
- 19borders（2004年、BS日テレ）
- DANCING★HOST（2005年、フジテレビ）
- 彼氏宣誓（2005年、フジテレビ）
- 一週間の恋（2006年、TBS）
- 夜王 〜YAOH〜（2006年、TBS）
- チェケラッチョ!! in TOKYO（2006年、フジテレビ）
- お台場湾岸テレビ（2006年、フジテレビ）
- 三日遅れのハッピーニューイヤー!（2007年、TBS）
- 中井正広の大ブラックバラエティSPドラマ「四葉ノムコウ」（2007年、日本テレビ）
- ミラクルボイス（2008年、TBS）
- ラブレター（2008年11月～2009年2月、TBS）
- RESCUE〜特別高度救助隊（2009年、TBS）
- タンブリング（2010年、TBS）
- ラストマネー -愛の値段-（2011年、NHK）
- フライデードラマNEO「白戸修の事件簿」（2012年、TBS）
- シュガーレス（2012年、TBS）
- BAD BOYS J（2013年、日本テレビ）
- ぶっせん（2013年、TBS）
- 女はそれを許さない（2014年、TBS）
- 警視庁ゼロ係〜生活安全課なんでも相談室〜 SEASON4（2019年、テレビ東京）
- Get Ready!（2023年、TBS）

### 映画
- 矢野くんの普通の日々（2024年、松竹）

### 舞台
- Hysteric・D・Band「コーサ・ノストラの掟」（2010年）
- Hysteric・D・Band「神様の観覧車」（2012年）
- コーサ・ノストラの掟（2012年）

### 小説
- あたしが、にゃあと泣いた日（角川書店）
- 新宿ゴールデン街1/200（メルステ / インセンス出版）あおい 名義

### 漫画
- 彼女色の彼女（月刊スピカ）あおい 名義
- リサーチャー（コミックバーズ）あおい 名義
- 借金カノジョ（コミックバーズ）あおい 名義

## 出演（渡辺慶名義）

### テレビドラマ
- 17才-at seventeen-（1994年、フジテレビ）
- 毎度ゴメンなさぁい（1994年、TBS） - 鶴岡五郎 役
- 僕らに愛を!（1995年、フジテレビ） - 近藤茂 役
- 土曜グランド劇場 ザ・シェフ（1995年10月、日本テレビ） - 新名竜馬 役
- リスキー・ゲーム（1996年、TBS） - 高山彰 役
- ようこそ夢クラ（1996年、日本テレビ）
- 真昼の月（1996年、TBS） - 光屋健 役
- ドク（1996年、フジテレビ） - 野村武 役
- 理想の結婚（1997年1月 - 3月、TBS） - 山田真 役
- そして誰かいなくなった（1997年、TBS）
- 嫁取り婿取り大騒動（1998年、日本テレビ）
- 金曜ドラマ 聖者の行進（1998年1月、TBS） - 加賀美歩 役
- 土曜ワイド劇場 法医学教室の事件ファイル10（1999年1月2日、テレビ朝日） - 松井雅也 役
- ママチャリ刑事（1999年、TBS）
- 千年王国III銃士ヴァニーナイツ（1999年4月 - 9月、テレビ朝日系） - 藤田和幸 役
- 品・運命（2000年、テレビ朝日）
- はっぴいウェディング（2001年、NHK）

### アニメ
- Dr.リンにきいてみて!（2001年 - 2002年） - 品川大輔 役
- テニスの王子様（2001年 - 2005年） - 水野カツオ 役
- ボンバーマンジェッターズ（2002年 - 2003年） - フレイムボンバー 役、MA5 役
- こちら葛飾区亀有公園前派出所（2004年） - 板池 役
- 遊☆戯☆王デュエルモンスターズGX（2004年 - 2008年） - 茂木もけ夫 役
- capeta（2005年 - 2006年） - 飛田勇 役（中学生編）
- 桜蘭高校ホスト部（2006年） - 埴之塚靖睦 役
- 人造昆虫カブトボーグ V×V（2006年 - 2007年） - 龍昇ケン 役

### ゲーム
- ボンバーマンジェッターズ（2002年、ハドソン） - フレイムボンバー 役

### CM
- ロッテ「さくさくポテト」「Hacker」「POPOLI」「春のサクサクキャンペーン」
- コカ・コーラ「スプライト クールレモン」
- 学生援護会「an」
- ベネッセ「ニュープロシード英和辞典」
- エースコック「スーパーカップ」
- サトウ食品「サトウのごはん・切り餅・鏡餅」